# Il duello silenzioso (1967)
Il duello silenzioso (Duel i heshtur) è un film del 1967 diretto da Dhimitër Anagnosti.
Il film si basa su un fatto di cronaca realmente accaduto nel 1947 nella baia di Durazzo, quando il marinaio Spiro Kote sventò il dirottamento della motovedetta Mujo Ulqinaku, uccidendo tre militari poi accusati di essere spie straniere. Kote fu poi nominato Eroe del Popolo per le sue gesta.

## Trama
Albania: subito dopo l'instaurazione del regime socialista tre militari (Rahmiu, Islami e Bepini) tentano di fuggire in Italia dirottando una piccola nave militare, venendo però sabotati dal giovane marinaio Skënder Guri, fedele al governo socialista.